# Dillion Harper
Dillion Harper (ur. 27 września 1991 w Jupiter) – amerykańska aktorka pornograficzna pochodzenia irlandzkiego i indiańskiego.

## Życiorys

### Wczesne lata
Dillion urodziła się w Jupiter na Florydzie. Początkowo mieszkała w Yankeetown, lecz później przeprowadziła się do Gainesville, gdzie spędziła większość swojego dzieciństwa. Po ukończeniu szkoły średniej, rozpoczęła studia stomatologiczne. W okresie studiów pracowała dorywczo jako kelnerka i striptizerka, a także występowała w internetowych pokazach erotycznych.

### Kariera
Chcąc rozpocząć karierę w branży pornograficznej wysłała swoje zdjęcia do Bang Bros, Brazzers, Score Magazine i kilku innych producentów erotycznych. Zadebiutowała pod koniec czerwca 2012 w produkcji studia Bang Bros. Jej rodzina nie zaakceptowała podjętego zawodu. 
Pracowała w takich studiach jak Mofos, Evil Angel, Naughty America, Reality Kings czy Brazzers. Reprezentowała agencje: AMA Adult Modeling na Florydzie i 101 Adult Modeling w Los Angeles. 
W październiku 2012 w filmie Beach Booty wystąpiła w swojej pierwszej scenie seksu analnego. 
W listopadzie 2013 została modelką miesiąca magazynu „Hustler”, a w maju 2014 była modelką miesiąca „Twistys Treat”.
Poza planem filmowym, 12 sierpnia 2012 spotykała się z aktorem porno Xanderem Corvusem.
W 2014 została uhonorowana nagrodą Nightmoves jako Miss Congeniality.
W 2015 była jedną z 20 najczęściej wyszukiwanych aktorek porno w serwisie pornograficznym Pornhub. Zajęła drugie miejsce w rankingu „Najlepsze młode aktorki porno 2016” (Mejores Actrices porno jovenes 2016), ogłoszonym przez hiszpański portal 20minutos.es.

## Nagrody i nominacje
| Rok  | Nagroda                 | Kategoria                                       | Film                                     | Inni wykonawcy | Rezultat  |
| ---- | ----------------------- | ----------------------------------------------- | ---------------------------------------- | --- | --------- |
| 2013 | Sex Award               | Najgorętsza nowa dziewczyna                     | -                                        | - | Nominacja |
| 2014 | AVN Award               | Nowa gwiazdka                                   | –                                        | – | Nominacja |
| 2014 | AVN Award               | Najlepsza scena seksu chłopak/dziewczyna        | Wet Dreams (2013)                        | Mick Blue | Nominacja |
| 2014 | AVN Award               | Najlepsza scena seksu grupowego”                | Manuel Ferrara’s Reverse Gangbang (2013) | Anikka Albrite, Ashley Fires, Manuel Ferrara, Mischa Brooks, Riley Reid i Remy LaCroix                                                                          | Nominacja |
| 2014 | XRCO Award              | Nowa gwiazdka                                   | –                                        | – | Nominacja |
| 2014 | XRCO Award              | Kremowe marzenie                                | –                                        | – | Nominacja |
| 2014 | Nightmoves Award        | Miss Congeniality                               | –                                        | – | Wygrana   |
| 2014 | XBIZ Award              | Najlepsza nowa gwiazdka”                        | –                                        | – | Nominacja |
| 2015 | AVN Award               | Najlepsza scena seksu grupowego                 | Private Lives (2013)                     | Bradley Remington, Dana DeArmond, Daniel Hunter, Jason Matrix, Jessica Madison, Jessy Jones, Karmen Karma, Katie St. Ives, Rilynn Rae, Sarah Shevon i Chad Alva | Nominacja |
| 2015 | AVN Award               | Najlepsza scena seksu POV                       | Tanlines 4 (2013)                        | Kevin Moore | Nominacja |
| 2015 | AVN Award               | Nagroda fanów: ulubiona gwiazda porno           | –                                        | – | Nominacja |
| 2015 | XBIZ Award              | Najlepsza scena – realizacja winiety            | Young Girl Seductions 2 (2014)           | Danny Mountain | Nominacja |
| 2016 | AVN Award               | Nagroda fanów: Najlepsze piersi                 | –                                        | – | Nominacja |
| 2016 | AVN Award               | Najlepsza scena seksu POV                       | Girlfriend Experience 2 (2014)           | Danny Mountain i Sara Luvv | Nominacja |
| 2016 | AVN Award               | Nagroda fanów: największa gwiazda internetu     | –                                        | – | Nominacja |
| 2016 | AVN Award               | Nagroda fanów: Najbardziej epicki tyłek         | –                                        | – | Nominacja |
| 2018 | XBIZ Award              | Najlepsza scena seksu — wirtualna rzeczywistość | Motherly Love (2017)                     | Bridgette B | Nominacja |
| 2019 | Nagroda portalu Pornhub | Najpiękniejsze piersi                           | –                                        | – | Wygrana   |
| 2020 | AVN Award               | Nagroda fanów: Najbardziej spektakularne piersi | –                                        | – | Nominacja |